# Zaria (moduł Międzynarodowej Stacji Kosmicznej)

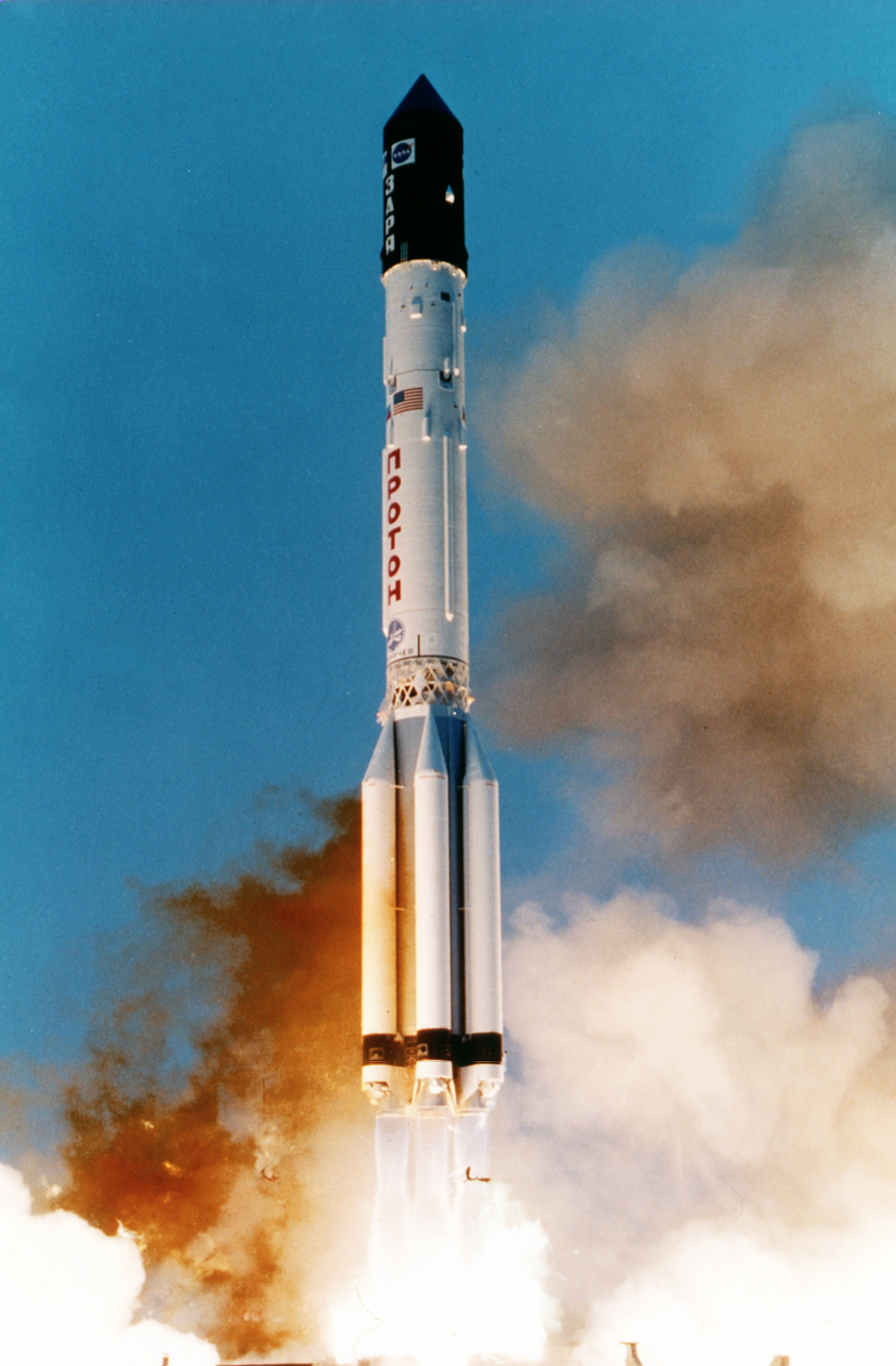
Start rakiety Proton K z modułem Zaria 20 listopada 1998 roku

Zaria (ros. Заря, w tłum. na pol. „zorza”) – pierwszy moduł Międzynarodowej Stacji Kosmicznej, należący do rosyjskiej części tej stacji. Był budowany od grudnia 1994 roku do stycznia 1998 roku przez Rosję, jednak za finansowanie prac odpowiadały Stany Zjednoczone. Zaria, w początkowym okresie budowy stacji, zapewniała energię elektryczną, stabilizację, manewry i komunikację. Obecnie, po przejęciu jego roli przez moduł Zwiezda, pełni funkcję magazynu i zbiornika materiałów pędnych. 
Jest wyposażona w trzy węzły cumownicze: 
- osiowy przedni służy do trwałego połączenia poprzez PMA-1 z modułem Unity,
- osiowy tylny do trwałego połączenia z modułem Zwiezda,
- dolny przeznaczony dla statków Sojuz-TM i Sojuz-TMA oraz transportowców Progress M i Progress M-M, obecnie zajęty przez moduł MIM-1 Rasswiet.

Zaria została wyniesiona na orbitę z kosmodromu Bajkonur przy pomocy rakiety Proton-K 20 listopada 1998 roku o godzinie 06:40:00 UTC. 